# Men at Work
Men at Work é uma banda australiana de pop rock com influências de Reggae e New Wave. Formada na cidade de Melbourne, em 1979, a banda teve o auge de sua popularidade no início da década de 1980, conquistando o prêmio Grammy Award de artista revelação em 1983. Ao longo de sua carreira, o Men at Work vendeu mais de 30 milhões de discos.

## História

### Início e auge (primeira metade da década de 1980)
Seu primeiro álbum, Business as Usual (1981) marcou um recorde de maior tempo para um álbum de estreia como primeiro nas paradas dos Estados Unidos. Os clipes de "Be Good Johnny", "Down Under", "Who Can It Be Now?" tornaram-se videoclipes de sucesso durante os primeiros anos da MTV americana. Os dois últimos atingiram o primeiro lugar nas paradas americanas.
Assim, Business as Usual tornou-se um dos álbuns mais famosos do início da década de 1980, vendendo seis milhões de cópias vendidas nos Estados Unidos, e estimam-se mais de dez milhões vendidas mundo afora. A banda ganhou o Grammy Award de melhor artista iniciante no ano de 1983.
O segundo álbum da banda, Cargo (1983), alcançou menos sucesso que o primeiro, atingindo apenas a terceira posição e três milhões de cópias vendidas nos Estados Unidos. Três singles foram lançados, "Overkill" (3° nos Estados Unidos), "It's A Mistake" (6° nos Estados Unidos), e "Dr. Heckyll And Mr. Jive" (28° nos Estados Unidos).

### Declínio (Segunda metade da década de 1980)
No ano seguinte a banda demitiu o baixista John Rees e o baterista Jerry Speiser. Quando seu terceiro álbum Two Hearts foi lançado em 1985 com quase nenhum sucesso (apenas 500 mil cópias vendidas nos Estados Unidos) o guitarrista Ron Strykert também deixou a banda, e logo em seguida o tecladista e saxofonista Greg Ham também seguiu o mesmo caminho. O único remanescente da banda original, o vocalista Colin Hay, continuou a fazer apresentações com músicos contratados até o final de 1985 quando o Men at Work finalmente se dissolveu. Two Hearts só conseguiu uma canção de sucesso mediano, "Everything I Need", que alcançou a 37ª posição na Australia e 47ª nos Estados Unidos.

### Décadas de 1990 e 2000
Em 1996 os membros originais Colin Hay e Greg Ham se reagruparam e fizeram turnê mundial também com músicos contratados. Em 1998 produziram um álbum ao vivo, Brazil, gravado ao vivo em sua turnê brasileira.
Em 2000 a banda tocou no fechamento dos Jogos Olímpicos de Sydney naquela cidade, cantando em coro com o público a canção "Down Under".

### Morte de Greg Ham e atualidade
Em 19 de abril de 2012, Greg Ham foi encontrado morto em uma casa no subúrbio de Melbourne por um grupo de amigos. As causas da morte ainda estão sendo investigadas.
Em 2019, Colin Hay reuniu-se com músicos de Los Angeles e se apresentaram com o nome de Men At Work, apesar de não possuir mais nenhum integrante da formação original.

## Integrantes
- Colin Hay - vocal principal e guitarra (1979-1985; 1996-1998)
- Ron Strykert - guitarra e vocal (1979-1985)
- John Rees - baixo e vocal (1979-1984)
- Greg Ham - saxofone, flauta, teclado, gaita e vocal (1979-1985; 1996-1998)
- Jerry Speiser - bateria e vocal (1979-1984)

## Discografia

### Álbuns de estúdio
- 1981 - Business as Usual
- 1983 - Cargo
- 1985 - Two Hearts

### Álbuns ao vivo
- 1996 - Brazil

### Compilações
- 1987 - The Works
- 1995 - Puttin' in Overtime
- 1996 - Contraband: The Best of Men at Work
- 1998 - Simply The Best
- 2000 - Definitive Collection
- 2003 - The Essential
- 2007 - Super Hits
- 2008 - Essential Deluxe - Including Bonus DVD

### Singles
- "Keypunch Operator"/"Down Under" (1979);

| Ano  | Título                     | Posição  | Posição   | Posição | Posição   | Posição | Álbum             |
| Ano  | Título                     | U.S. Pop | U.S. Rock | U.S. AC | Australia | UK      | Álbum             |
| ---- | -------------------------- | -------- | --------- | ------- | --------- | ------- | ----------------- |
| 1981 | "Who Can It Be Now?"       | #1       | #46       |         | #2        | #45     | Business as Usual |
| 1981 | "Down Under"               | #1       | #1        | #13     | #1        | #1      | Business as Usual |
| 1983 | "Be Good Johnny"           |          | #3        |         | #8        |         | Business as Usual |
| 1983 | "Underground"              |          | #20       |         |           |         | Business as Usual |
| 1983 | "High Wire"                |          | #23       |         | #89       |         | Cargo             |
| 1983 | "Overkill"                 | #3       | #3        | #6      | #5        | #21     | Cargo             |
| 1983 | "It's a Mistake"           | #6       | #27       | #10     | #34       | #33     | Cargo             |
| 1983 | "Dr. Heckyll and Mr. Jive" | #28      | #12       |         |           | #31     | Cargo             |
| 1985 | "Everything I Need"        | #47      | #28       | #34     | #37       |         | Two Hearts        |
| 1985 | "Maria"                    |          |           |         |           |         | Two Hearts        |
| 1985 | "Man with Two Hearts"      |          |           |         |           |         | Two Hearts        |

## Vídeos
- 1982 - Live in Hamburg (VHS/DVD)
- 1984 - Live in San Francisco... Or Was It Berkeley? (VHS/BETA)